# Rivière Laine
Rivière Laine är ett vattendrag i Kanada.   Det ligger i provinsen Québec, i den sydöstra delen av landet, 400 km nordväst om huvudstaden Ottawa.
Runt Rivière Laine är det ganska tätbefolkat, med 72 invånare per kvadratkilometer.